# Sherko Haji-Rasouli
Sherko Haji-Rasouli (in persiano شیرکوه حاجی رسولی‎; Shiraz, 1º settembre 1980) è un ex giocatore di football americano iraniano naturalizzato canadese, che ha giocato come offensive lineman.
Dopo aver giocato per la squadra universitaria statunitense dei Miami Hurricanes viene scelto al secondo giro del Draft CFL 2002 dai Montreal Alouettes con la 12ª scelta assoluta. Nel 2005 passa ai BC Lions.

## Palmarès
- 2 Grey Cup (Montreal Alouettes: 2002; BC Lions: 2006)